# Kiril Micevski
Kiril Micevski, makedonski botanik, predavatelj in akademik, * 29. april 1926, † 6. februar 2002.
Micevski je deloval kot redni profesor za rastlinsko sistemizacijo in geobotaniko Fakultete za naravoslovne in matematične vede v Skopju in bil dopisni član Slovenske akademije znanosti in umetnosti (od 6. junija 1995).